# 原田麻美
原田 麻美（はらた まみ、1990年10月18日 - ）は、日本の元タレント、元アイドル、元女優。

## 来歴
- 1990年10月、長野県生まれ。
- 2006年6月、芸能事務所と契約。
- 2009年12月、『JELLY【B】GIRLS』解散。
- 2013年4月、体調を崩したことがきっかけで、芸能界を引退。
- 2013年6月、愛玩動物救命士を取得。
- 2020年6月、介護職員初任者研修を取得。

※2022年11月、オフ会を開催する事を発表。(ソフドリ飲み放題)

## 人物
- 高校時代からの愛称として『豆ちゃん』と呼ばれていたことから、個人ブログでは自らを『まめっこ』と称している。
- 好きな食べ物は『野菜、果物、チョコレート、ラーメン』。
- 好きな色は『白、黒、赤、緑』。
- 好きな動物は『犬』。
- 好きな場所は『心の拠り所になる落ち着いた空間』。
- 芸能活動では、「金木犀って、星？」など天性のお惚けキャラを発揮していた。また、天然発言を頻繁に連発する為、当時相方だった為房朝美に鋭いツッコミを入れられていた。
- 『JELLY【B】GIRLS』では持ち曲1曲＋トークで約4ヶ月間の活動を行った。
- 芸能界引退後は、もともと興味があった動物保護や愛護のボランティア活動に従事。
- 友人に誘われ、開業前のスモールワールズを訪れ、その後就職。動物共生の世界をミニチュアで表現し考え、提言を行う「動物保護プロジェクト」を推進している。

## 出演

### CM
- CHINON　チノン
- 山梨アマノPAX

### 映画
- 八日目の蝉【エキストラ】

### ネット番組
- Boo!!Bee!!channel（Stickam JAPAN!）【レギュラー出演】
- STAR@LIGHT GIRLS.ch（Stickam JAPAN!）【メインパーソナリティー】
- ごちゃもじゃ（Stickam JAPAN!）【ヒロイン】
- しおりんのお友達空間【自遊空間店舗内】（Stickam JAPAN!）
- もっともっと自遊空間【自遊空間店舗内】（Stickam JAPAN!）
- アイドル育成計画！きゅるるん学園【レギュラー出演】（アキバ系BBチャンネル）

### 舞台
- 第3回公演「昭和荘奇人傳・Ⅱ」（脚本・演出：神佑輔）- ヒロイン
- ＡＬＩＣＥ～不思議の国の物語～ - アリス役

### ライブ
- GIRLS BLAVO!【会場メインMC】
- GIRLS STAGE
- STAR@LIVE TALK DINNER SHOW(Pasela GRANDE 渋谷店)

### 撮影会
- jiqoo.TVタレント撮影大会！＠自遊空間 (2009年9月)